# Nereo López
Nereo López Meza (Cartagena, 1 de septiembre de 1920-Nueva York, 25 de agosto de 2015) fue un fotógrafo colombiano, reportero y técnico en proyección cinematográfica, cronista, maestro de fotografía y trotamundos colombiano.

## Trayectoria
Nació en Cartagena de Indias y vivió en Nueva York donde realizó gran parte de su vida y trabajo. Fue el fotógrafo designado por el gobierno nacional durante la entrega del premio Nobel en 1982 al escritor colombiano Gabriel García Márquez, así como el fotógrafo acompañante del papa Paulo VI durante su visita a Colombia en 1968.
Formó parte del grupo de amigos que alrededor de escritores y artistas como Gabriel García Márquez, Alejandro Obregón, Álvaro Cepeda Samudio, Germán Vargas, Alfonso Fuenmayor, Rafael Escalona y muchos más, conocido por el nombre de Grupo de Barranquilla en el bar La Cueva. Fue reportero gráfico de El Espectador, El Tiempo, Revista Cromos, O Cruzeiro de Brasil y otros medios nacionales y del exterior durante varios años. Su extensa obra ha sido recogida en numerosas revistas, enciclopedias, catálogos, almanaques, libros y sitios de la web e ilustran un amplio panorama de la historia colombiana en imágenes que pertenecen ya al patrimonio cultural del país.

### Premios y distinciones
- 1963, Primer premio mundial Kodak NY, con la fotografía "Balcones de cartagena".
- 1967, Segundo premio Concurso Documentales de la televisión española con "La Corraleja", en compañía de Julio Luzardo, Madrid.
- 1968, fotógrafo oficial visita papal de Paulo VI a Colombia.
- 1982, Fotógrafo oficial entrega del Premio Nobel en Estocolmo a Gabriel García Márquez.[2]
- 1993, Atenea de plata, reconocimiento de "Asfoto", asociación de fotógrafos colombianos.
- 1996, invitado como Regente de Cátedra, Universidad de California, Santa Cruz, Estados Unidos.
- 1997, Medalla de honor del Ministerio de Cultura de Colombia.
- 2000, Orden Cruz de Boyacá, en la categoría de Gran Oficial, por el presidente Andrés Pastrana.
- 2002, Premio Nacional Vida y Obra, Ministerio de Cultura.
- 2003 Invitado de honor del Segundo Congreso Internacional de Artistas y Escritores Latinos, Centro Rey Juan Carlos, Universidad New York.

### Exposiciones
- 1963, "Hijos de la tierra", Cali, Colombia, Tercer Festival de Arte.
- 1964, "El hombre de cada día", Museo de Arte Moderno de Bogotá
- 1967, "Y mañana qué", Museo Nacional de Bogotá
- 1968, "Colombia, un país de América". Biblioteca Nacional de Praga
- 1969, "The exhibit, Him, "ÉL",  México
- 1970, "Arte contemporáneo de América", Feria de Madrid
- 1970, "Colombia en América", Moscú
- 1973, "El Círculo es una figura estética", Galería 19 de Bogotá y Centro Colombo Americano, Medellín
- 1975, "Futuro", Galería Banco de la República, Bogotá
- 1978, "Retrospectiva", Museo La Tertulia, Cali
- "Herederos del mañana", Galería Círculo de lectores
- 1985, "Transfografías, alma de la imagen", Centro Colombo Americano, Bogotá
- 1990, "Colombia, qué linda eres", fascículos de Educar, Colombia
- 1993, "Caminos de hierro", exposición colectiva, Fundación Española de Transporte por Ferrocarril
- 1999, "Del blanco y negro al color", Galería Alianza Colombo Francesa, Bogotá
- 2000, "Nereo, testigo de su momento", retrospectiva, Bogotá
- 2005, "Al son de la tierra", Ministerio de Cultura, Bogotá
- 2005, "Rojo más Rojo = Rojo", Museo Rayo, Roldanillo, Colombia
- 2006, "Dos estilos, una imagen", Consulado de Colombia, Nueva York

### Publicaciones
- 1964, "El libro de los oficios infantiles", con texto de Jaime Paredes Pardo, Ediciones Tercer Mundo, Bogotá.
- 1965, "Los que esperan y su imagen", con texto de Jaime Paredes Pardo, Ediciones Tercer Mundo, Bogotá.
- 1966, "Colombia: historias y estampas", con texto de Jaime Paredes Pardo, Ediciones Tercer Mundo, Bogotá.
- 1966, "Cali, ciudad de América", con texto de Alfonso Bonilla Aragón, Carvajal Editores, Cali.
- 1979, "Herederos del mañana", con texto de Germán Arciniegas, Círculo de Lectores, Bogotá.
- 1983, "Aracataca-Estocolmo. Premio Nobel a García Márquez", fotografía Nereo López y Hernando Guerrero, texto de varios autores. Instituto Colombiano de Cultura, Bogotá.
- 1998, "Nereo.Homenaje Nacional de Fotografía", texto de Manuel Zapata Olivella, Ministerio de Cultura, Bogotá.
- 2002, "La Cueva. Crónicas del Grupo de Barranquilla", texto de Heriberto Fiorillo, fotos de Nereo López y otros, Planeta, Bogotá.
- 2003, "Nereo López, testigo de su tiempo", texto de Eduardo Márceles Daconte, Premio Nacional Vida y Obra 2002, Ministerio de Cultura, Bogotá.
- 2009, "Nereo: Imágenes de medio siglo/Nereo: Images fron Half a Century", edición bilingüe, Nueva York, Editorial Campana, ISBN 9780972561198
- 2011, "Nereo López. Un contador de historias", textos de Santiago Rueda Fajardo y César Peña, La Silueta, Bogotá.
- 2015, "Nereo. Saber ver / Nereo. Knowing how to look", edición bilingüe, textos de Eduardo Serrano y J. A. Carbonell, Editorial Maremágnum, Bogotá.